# Icaraí de Minas
Icaraí de Minas là một đô thị thuộc bang Minas Gerais, Brasil. Đô thị này có diện tích 616,582 km², dân số năm 2007 là 10792 người, mật độ 15,1 người/km².